# Nora Ikstena
Nora Ikstena (ur. 15 października 1969 w Rydze) – łotewska pisarka, eseistka, autorka biografii. Uhonorowana najwyższym z obecnie nadawanych łotewskich odznaczeń państwowych Orderem Trzech Gwiazd.

## Życiorys
Nora Ikstena urodziła się 15 października 1969 r. w Rydze. W latach 1987–1992 studiowała filologię na Uniwersytecie Łotewskim, a następnie w latach 1994–1995 literaturę na Uniwersytecie Missouri.
Współpracowała z magazynem „Karogs” i gazetą „Rīgas Balss” (1998), a także była redaktorką w „The Review of Contemporary Fiction”. W 1993 r. wydała biografię łotewskiej pisarki Anny Rūmane-Ķeniņy Pārnākšana, w 1995 r. opublikowała zbiór opowiadań Nieki un izpriecas, a w 1998 r. wydała swoją pierwszą powieść Dzīves svinēšana. W 2006 r. ukazała się Nenoteiktā bija biografia Imantsa Ziedonisa, którą napisała przy współpracy z poetą. Otrzymała za nią nagrodę Rady Bałtyckiej, Literacką Nagrodę Roku (2006) oraz nagrodę przyznawaną przez gazetę „Diena”. Na swoim koncie ma także biografie Bruna Rubessa, Viji Vētry i Māry Zālīte. W 2015 r. ukazała się powieść Mātes piens, która została przetłumaczona na język japoński, niemiecki, chorwacki, litewski, estoński, macedoński, angielski, węgierski, włoski, ukraiński, rosyjski, albański i gruziński.
Nora Ikstena jest jedną z najbardziej znanych i uznanych na całym świecie współczesnych pisarzy na Łotwie. Oprócz powieści i biografii, jest płodną autorką literatury faktu, scenariuszy, esejów i opowiadań. Jej opowiadanie Elzas Kugas vecuma neprāts znalazło się w antologii „Best European Fiction 2011”. Ikstena jest aktywną uczestniczką życia kulturalnego i politycznego Łotwy oraz współzałożycielką Międzynarodowego Domu Pisarzy i Tłumaczy w Windawie. Została odznaczona Orderem Trzech Gwiazd, najwyższym państwowym odznaczeniem na Łotwie.

## Wybrane działa

### Opowiadania
- Nieki un izpriecas, 1995
- Maldīgas romances, 2013
- Pasakas ar beigām, 2002
- Dzīves stāsti, 2004
- Besa, 2012
- Ulubeles pasakas, 2014

### Proza
- Dzīves svinēšana, 1998
- Jaunavas mācība, 2001
- Amour Fou, 2009
- Vīrs zilajā lietusmētelītī, 2011
- Mātes piens, 2015

### Eseje
- Sīlis spoguļstiklā, 2006
- Šokolādes Jēzus, 2009
- Runā manis vainadziņš, 2014

### Biografie
- Pārnākšana (Annu Rūmani-Ķeniņu), 1993
- Brīnumainā kārtā (Bruno Rubesu), 1999
- Deja un dvēsele (Viju Vētru), 2001
- Zīdtārpiņu musināšana (Māru Zālīti), 2003
- Nenoteiktā bija (Imantu Ziedoni), 2006
- Esamība ar Regīnu (Regīnu Ezeru), 2007
- Ārprātija piedzīvojumi (Aivaru Vilipsonu), 2017